# Пиер Габриел Едуар Бонвало
Пиер Габриел Едуар Бонвало (на френски: Pierre Gabriel Edouard Bonvalot; 13 юли 1853, с. Епан [Épagne], департамент Об – 10 декември 1933, Париж) е френски изследовател на Азия (Тибет и Централна Азия) и Африка, журналист и политик.

## Биография

### Експедиции 1880 – 1887

#### Експедиция 1880 – 1882
През 1880 – 1882 посещава Средна Азия и се завръща във Франция през Бухара, Каспийско море и Кавказ.

#### Експедиция 1886 – 1887
През 1886 се отправя в нова експедиция към Средна и Централна Азия, този път в обратна посока. Тръгва от Ташкент, пресича Алайския и Заалайския хребети, навлиза в Памир и достига до Афганистан, в безуспешен опит да се добере до Индия, след което се връща в Самарканд, където зимува.
През пролетта на 1887 експедицията поема на изток към Ош, завива на юг, преодолява Памир, където всичките участници са задържани повече от месец в плен от местните племена, след което преминава през Каракорум и достига до Кашмир в Северна Индия.
За постигнатите изключителни успехи в тази експедиция Бонвало е награден със златен медал от Френското географско дружество.

### Експедиция 1889 – 1890
Експедицията тръгва от Париж с влак и през Москва достига до Омск, от където се изкачва по река Иртиш и достига до китайския град Кулджа. Пресича планината Тяншан, преминава покрай езерото Лобнор и Бонвало става първия европеец, който успява да пресече източната част на безводната пустиня Такламакан. След това експедицията преодолява издигащата се като стена южно от Такламакан планина Кунлун и навлиза в Тибет, където провежда трудно зимуване и е в непрекъснат конфликт с местното население при опитите си да се набавят хранителни продукти и коне за по-нататъшния труден преход. Бонвало се насочва към Лхаса, но малко преди града е задържан и не е допуснат да посети центъра на будизма в Тибет. След продължителни преговори с тибетската държава на експедицията е разрешено да продължи на югоизток. Следва труден преход през източните части на Тибетската планинска земя, преминава през горното течение на река Яндзъ, изследва междуречието на реките Меконг и Салуин, през юни 1890 г. достига до китайската провинция Юннан, а в края на септември се добира до Ханой във Виетнам.
По този начин Бонвало извършва първото пресичане на огромния азиатски континент от северозапад на югоизток като изминава над 9500 км през слабо изследвани или почти неизследвани територии.

### Експедиции в Африка и политическа кариера
Предишните експедициите на Бонвало, както и следващите са изцяло финансирани от френското правителство с цел показване на френското могъщество и разгръщане на нови колониални апетити.
През 1893 Бонвало провежда експедиция в Алжир и се превръща в яростен защитник на крайно десните политически формации във Франция и радетел за голяма колониална френска империя. За тази цел през 1894 основава комитет за защита на френските колониални територии.
През 1898 предприема експедиция в Етиопия с колонизаторска цел, но е спрян на судано-етиопската граница поради отказа на етиопския император Менелик ІІ да допусне експедицията на етиопска територия.
През 1898 Бонвало основава вестник „La France де demain“ и остава негов редактор до 1904.
В периода 1902 – 1906 е депутат от Париж във френския парламент, а от 1912 до 1920 е кмет на град Бриен льо Шато.
Умира в Париж на 10 декември 1933 на 80-годишна възраст.